# Software Reviews and Audits
Die Norm IEEE 1028 für Software-Reviews und Audits definiert verschiedene Arten von Reviews und den zugrundeliegenden Prozess, um diese Reviews durchzuführen:
- Management Reviews
- Technical Reviews
- Inspections
- Walk-Throughs
- Audits